# Kristina Tomić
Kristina Tomić (Zagreb, 29. ožujka 1995.) je hrvatska taekwondoašica. Trenira u TKD Osvit Zagreb. Članica je Hrvatske taekwondo reprezentacije do 21 godine, te seniorska reprezentativka. 2017. godine je osvajačica brončane medalje na SP u Koreji (Muju). 2018. godine osvaja zlatnu medalju na Prvenstvu Europe u Rusiji (Kazan) te srebrnu medalju na Mediteranskim igrama u Španjolskoj (Tarragona). Iste godine osvaja srebrnu medalju na Grand prixu u Moskvi te brončanu u Taoyuanu (Kineski Taipeh). 2019, godine ponavlja uspjeh te osvaja brončanu medalju u Manchesteru na drugom uzastupnom Svjetskom prvenstvu te se krajem iste godine kvalificira na Olimpjiske igre u Tokyu 2020. godine.  

## Vanjske poveznice
- Taekwondodata, Kristina Tomić